# Comtat de Limerick
El comtat de Limerick - Luimneach en gaèlic irlandès - és un comtat de la província de Munster (República d'Irlanda). Limita amb el Comtat de Clare al nord, amb el Comtat de Cork al sud, amb el Comtat de Tipperary a l'est i amb el Comtat de Kerry a l'oest. El riu Shannon travessa la ciutat de Limerick i desemboca per un llarg estuari que s'obre a l'oceà Atlàntic.

## Ciutats i viles
- Abbeyfeale (Mainistir na Féile)
- Adare (Áth Dara)
- Annacotty (Áth an Choite)
- Ardagh (Árdach)
- Ardpatrick (Árd Pádraig)
- Askeaton (Eas Géitine)
- Athea (Áth an tSléibhe)
- Athlacca (An tÁth Leacach)
- Ballingarry (Baile An Gharraí)
- Ballyagran (Béal Átha Grean)
- Ballyneety (Baile an Fhaoitigh)
- Ballyhahill (Baile Dhá Thuile)
- Ballylanders (Baile an Londraigh)
- Ballysteen (Baile Stiabhana)
- Broadford (Béal an Átha)
- Bruff (Brú na nDéise)
- Bruree (Brú Rí)
- Caherconlish (Cathair Chinn Lis)
- Cappamore (An Cheapach Mhór)
- Carrigkerry (Carraig Chiarraí)
- Castleconnell (Caisleán Uí Chonaill)
- Castlemahon (Caisleán Maí Tamhnach)'(or Mahoonagh - Maigh Tamhnach) '
- Castletown (Baile an Chaisleáin)
- Clarina (Clár Aidhne)
- Crecora (Craobh Chumhra)
- Croagh (An Chruach)
- Croom (Cromadh)
- Dromcolliher (Drom Collachair)
- Doon (Dún Bleisce)
- Effin (Eimhin)
- Elton (Eiltiún)
- Fedamore (Feadamair)
- Feenagh (Fíonach)
- Feohanagh (Feothanach)
- Foynes (Faing)
- Galbally (Gallbhaile)
- Garryspillane (Garraí Uí Spealáin)
- Glin (Gleann Chorbrai)
- Glenroe (An Gleann Rua)
- Granagh (Greanach)
- Herbertstown (Baile Hiobaird)
- Hospital (An tOspidéal)
- Kilbeheny (Coill Bheithne)
- Kilcornan (Cill Churnáin)
- Kildimo (Cill Díoma)
- Killeedy (Cill Íde)
- Kilfinane (Cill Fhionáin)
- Kilfinny (Cill na Fíonaí)
- Kilmallock (Cill Mocheallóg)
- Kilmeedy (Cill m'Íde)
- Kilteely-Dromkeen (Cill Tíle - Drom Caoin)
- Knockaderry (Cnoc an Doire)
- Knocklong (Cnoc Loinge)
- Limerick (Luimneach)
- Loughill (Leamhchoill)
- Monagea (Móin an Ghé)
- Mountcollins (Cnoc Uí Choileáin)
- Mungret (Mungairit)
- Murroe (Maigh Rua)
- Newcastle West (An Caisleán Nua Thiar)
- Oola (Úbhla)
- Pallasgreen (Pailís Ghréine)
- Pallaskenry (Pailís Chaonraí)
- Patrickswell (Tobar Phádraig)
- Raheen (Ráithín)
- Rathkeale (Ráth Caola)
- Shanagolden (Seanghualainn)
- Templeglantine (Teampall an Ghleanntáin)
- Tournafulla (Tuar na Fola)

## Situació de l'irlandès
Hi ha 2.322 parlants d'irlandès que van a les sis Gaelscoil (escoles primàries en irlandès) i tres Gaelcholáiste (escoles secundàries en irlandès).